# Devon Morris
Devon Morris (né le 22 janvier 1961) est un athlète jamaïcain spécialiste du 400 mètres. 

## Biographie

### Palmarès
| Date | Compétition                    | Lieu         | Résultat | Épreuve   | Performance   |
| ---- | ------------------------------ | ------------ | -------- | --------- | ------------- |
| 1987 | Jeux panaméricains             | Indianapolis | 3e       | 4 x 400 m | 3 min 03 s 57 |
| 1987 | Championnats du monde          | Rome         | 6e       | 4 x 400 m | 3 min 04 s 53 |
| 1988 | Jeux olympiques                | Séoul        | 2e       | 4 x 400 m | 3 min 00 s 30 |
| 1989 | Universiade                    | Duisbourg    | 1er      | 4 x 400 m | 3 min 02 s 58 |
| 1990 | Goodwill Games                 | Seattle      | 2e       | 4 x 400 m | 3 min 00 s 45 |
| 1991 | Championnats du monde en salle | Séville      | 1er      | 400 m     | 46 s 17       |
| 1991 | Championnats du monde          | Tokyo        | 3e       | 4 x 400 m | 3 min 00 s 10 |
| 1992 | Coupe du monde des nations     | La Havane    | 2e       | 4 x 400 m | 3 min 02 s 95 |
| 1993 | Championnats du monde en salle | Toronto      | 5e       | 400 m     | 46 s 67       |

### Records
| Épreuve    | Épreuve      | Performance | Lieu    | Date         |
| ---------- | ------------ | ----------- | ------- | ------------ |
| 400 mètres | En plein air | 45 s 49     | Rome    | 31 août 1987 |
| 400 mètres | En salle     | 46 s 17     | Séville | 10 mars 1991 |